# Thienen-Adlerflycht

Stammwappen derer von Thienen(-Adlerflycht)

Andere Form des Wappens der von Thienen-Adlerflycht, hauptsächlich zwischen dem 17. und 19. Jahrhundert verwendet

Thienen ist der Name eines holsteinischen Uradelsgeschlechts, welches heute in Tschechien und Österreich ansässig ist. Die Schreibweise hat sich im Laufe der Jahrhunderte von Tyne und Tynen über Tinen, Thien, Tienen, Thinen bis Thienen verändert. Die zum dänischen Hochadel zählenden Barone von Thienen-Adlerflycht sind der einzige bis heute existierende Zweig dieses Geschlechts.

## Geschichte

### Herkunft des Geschlechts
Die Barone von Thienen-Adlerflycht gehören zu den neun noch existierenden Equites Originarii, den uradeligen, ursprünglich ritterlichen Familien Schleswig-Holsteins. Der Genealoge Johann Daniel Eberus beschreibt in seinem 1670 veröffentlichten Werk „Insignia et tabula genealogica dominorum a Thinen“, dass die Familie von Thienen am Anfang des 9. Jahrhunderts von Karl dem Großen aus Holstein vertrieben worden sein soll und die Stadt Thienen bzw. Tienen (französisch: Tirlemont) in Brabant (heutiges Belgien) gründete. Der Name Thienen erscheint erstmals am 20. April 872 in einer Akte Karl des Kahlen.
Zumindest ein Zweig der Familie soll seit etwa 1000 seinen Sitz in Dithmarschen gehabt haben, wurde jedoch 1280 von dort vertrieben. Mitglieder des Geschlechts fochten 1289, 1322 und 1404 gegen die Dithmarscher, wobei einige von ihnen ums Leben kamen.
Das erste nachweisbare Mitglied der Familie fand sich 1314 in einer Urkunde über den 1270 geborenen Ritter Heneke von Thienen. Die Urkunde befindet sich im dänischen Staatsarchiv in Kopenhagen. Die geschlossene Stammreihe beginnt mit Ritter Johannes von Thienen (dictus de Tyne), der 1342 geboren wurde und 1381 Justiciarus oder Truchsess im Herzogtum Schleswig war. Das Geschlecht hat sich früh in mehrere Linien auf verschiedenen Besitzungen verteilt.
Heutiges Familienoberhaupt ist Franz Baron von Thienen-Adlerflycht (* 1957).

### Beispiele Thienenscher Bauten
Herrenhaus Wahlstorf
Die ursprüngliche Wasserburg Wahlstorf wurde im 15. Jahrhundert von Detlev von Thienen und seinem Sohn Claus erbaut und wurde zu einem der beiden Stammhäuser des Geschlechts. Es ist eines der ältesten erhaltenen Herrenhäuser Schleswig-Holsteins. Nach über 320 Jahren im Familienbesitz fällt es 1788 im Erbgang an die Familie von Plessen, der es noch gehört.
Schloss Kühren
1469 erwarb derselbe Detlev von Thienen auch das Gut Kühren und errichtete dort das nun abgebrochene Herrenhaus. Das Gut blieb bis 1756 im Besitz der Familie von Thienen und wurde neben Wahlstorf zu einem der beiden Stammhäuser des Geschlechts.
Schloss Güldenstein
Das Herrenhaus auf Gut Güldenstein ist 1726 von der Familie Thienen erbaut worden. Das Wasserschloss liegt auf einer ovalen Insel und ist von einem Graben umgeben. Über dem Hauptportal befindet sich das Allianzwappen Thienen/Brockdorff. 1779 ging Güldenstein an die Familie Rantzau, seit 1839 ist es im Besitz der Großherzöge von Oldenburg.
Herrenhaus Grünholz
Das Herrenhaus auf Gut Grünholz  wurde unter Ida Lucia von Thienen, geborene von Brockdorff, der Witwe Heinrich von Thienens von 1749 bis 1752 auf den Überresten des den Wirtschaftshof einst vollständig umgebenden Grabens errichtet.
Der Baukörper ist quaderförmig aus Backstein gemauert und mit einem Walmdach gedeckt, das Haus mit zwei Vollgeschossen über einem Kellersockel ist neun Fensterachsen breit. Der hofseitige Mittelrisalit wird durch einen Dreiecksgiebel betont, im Giebelfeld befindet sich das Monogramm der Bauherrin. Das barocke Sandsteinportal mit dem Doppelwappen der Familien Thienen und Brockdorff wird über eine steinerne Brücke erreicht. Heute befindet sich das Herrenhaus im Besitz der Prinzen von Schleswig-Holstein.
Thienenhof
Das ehemalige Adelspalais Prinzeßhof oder Thienenhof in Itzehoe, stammt aus seinen ältesten Bauteilen aus dem 16. Jahrhundert. Es ist das bedeutendste profane Bauwerk der Stadt und beherbergt das Kreismuseum des Kreises Steinburg.
Es wurde 1569 vom Steinburger Amtmann Otto von Thienen erworben, er errichtete darauf ein Doppelhaus und bezeichnete es fortan als Thienenhof.
Herrenhaus Neu-Bülk
1687 erwarb Claus Christoph I. von Thienen (1657–1708) das Gut Bülk im Dänischen Wohld. Er legte 1708 die Meierhöfe Ravensbek (später Neu-Bülk) und Eckhof an. Sein Sohn Claus Christoph II. von Thienen (1693–1752) teilte das Gut in weiterer Folge in drei Teile um es an seine Kinder zu vererben,
hierbei wird:
Der Meierhof Ravensbek zum Adligen Gut Neu-Bülk ausgebaut.
Der Meierhof Eckhof zum Adligen Gut Eckhof erweitert und das alte Gut Bülk stark verkleinert und von nun an Alt-Bülk genannt.

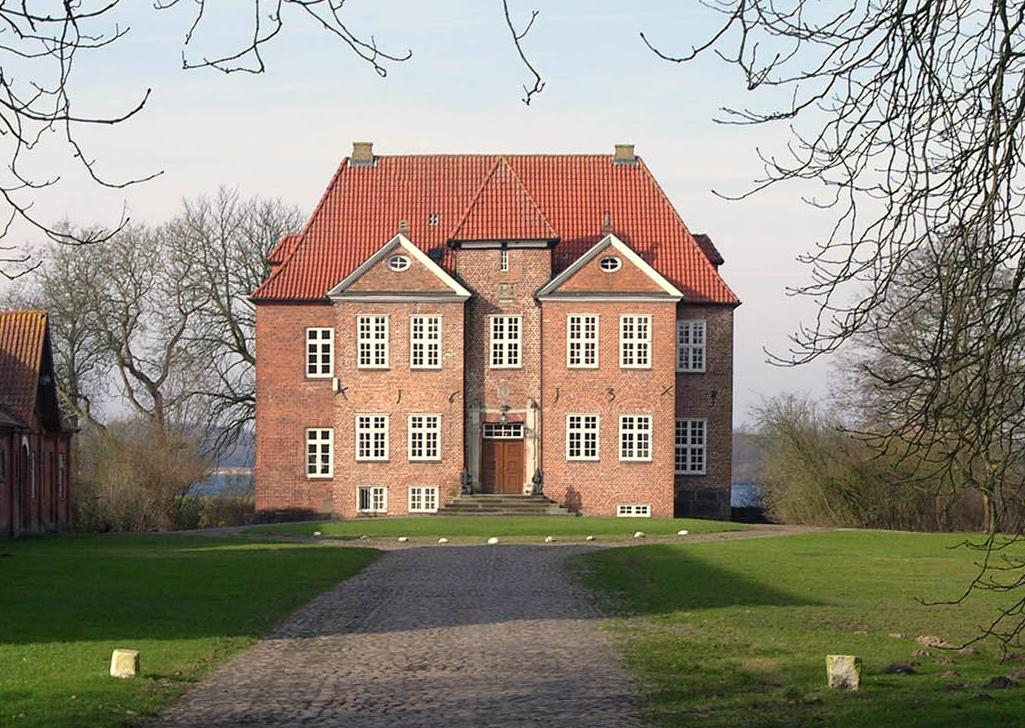
Gut Wahlstorf
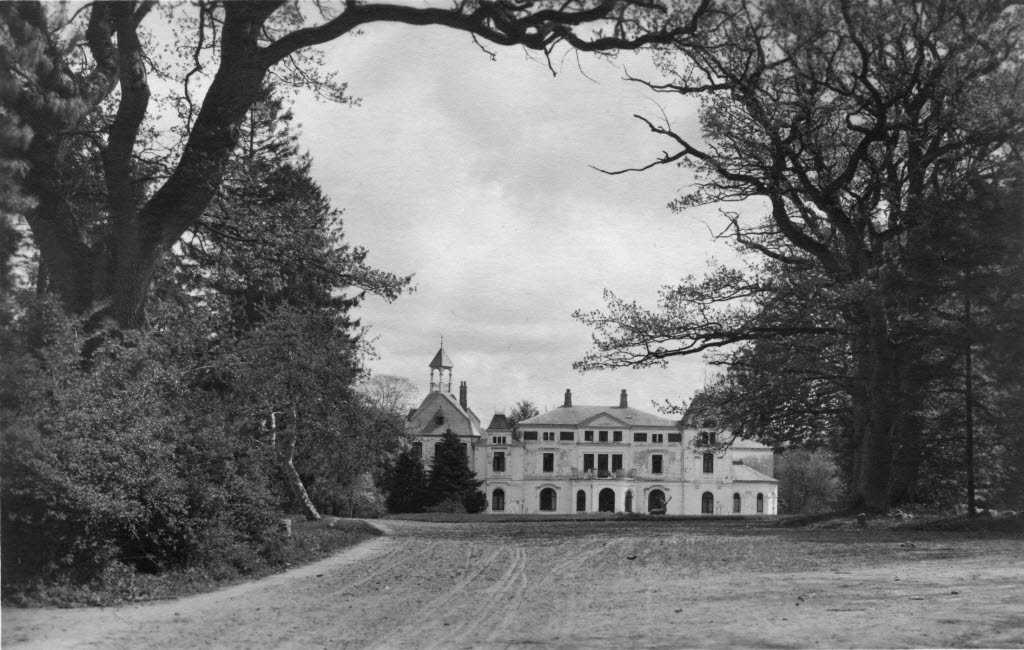
Kühren
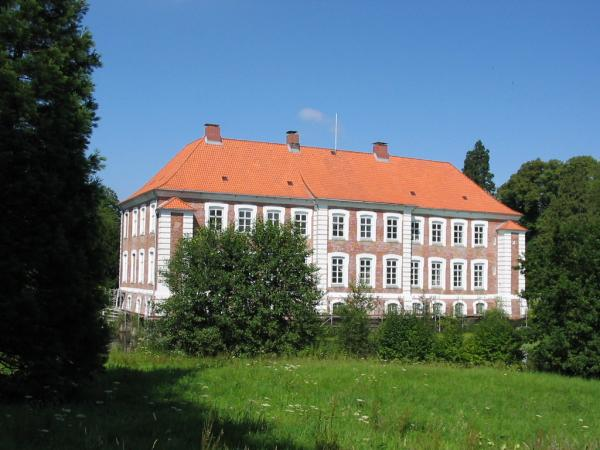
Gut Güldenstein
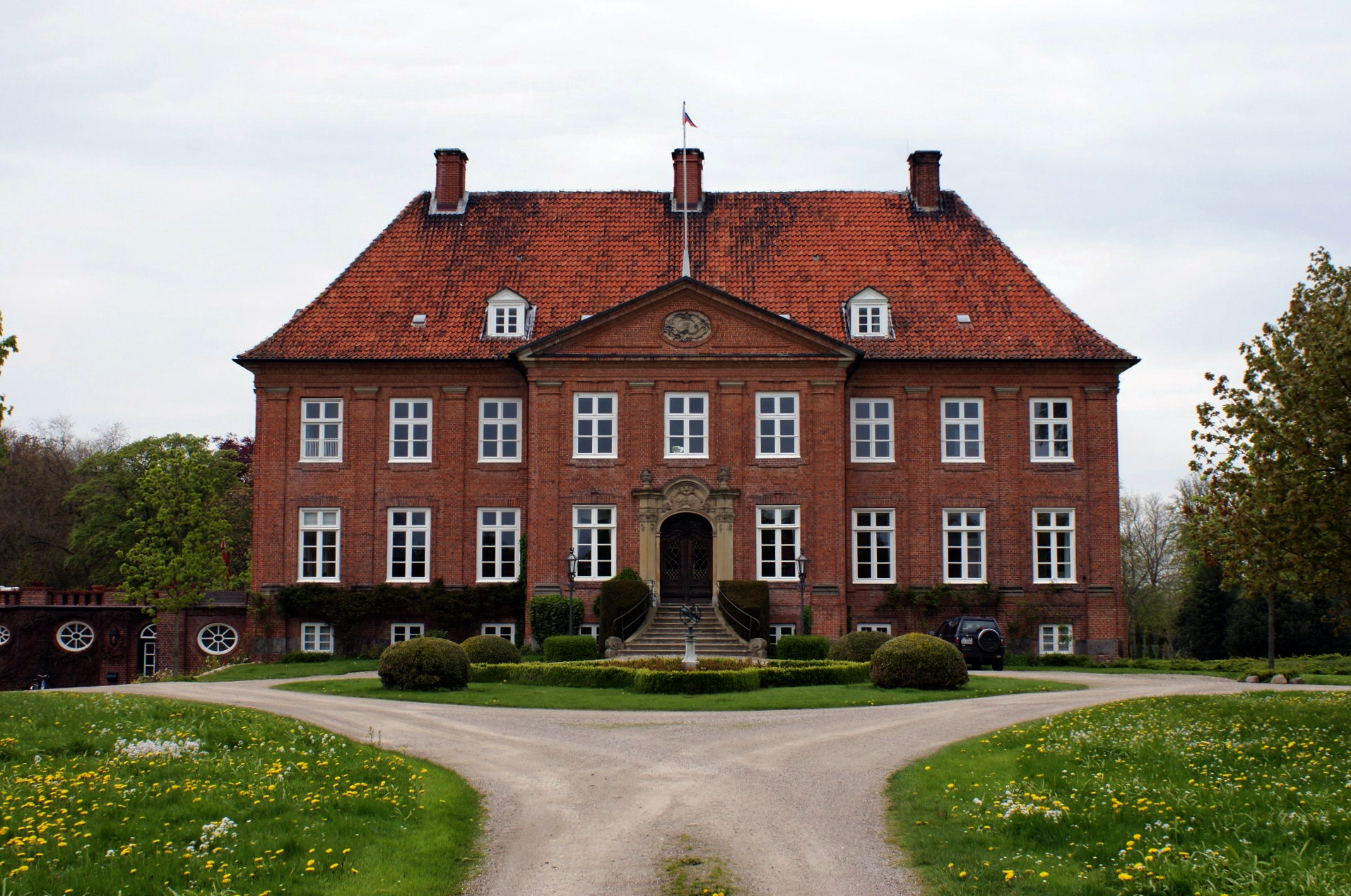
Gut Grünholz
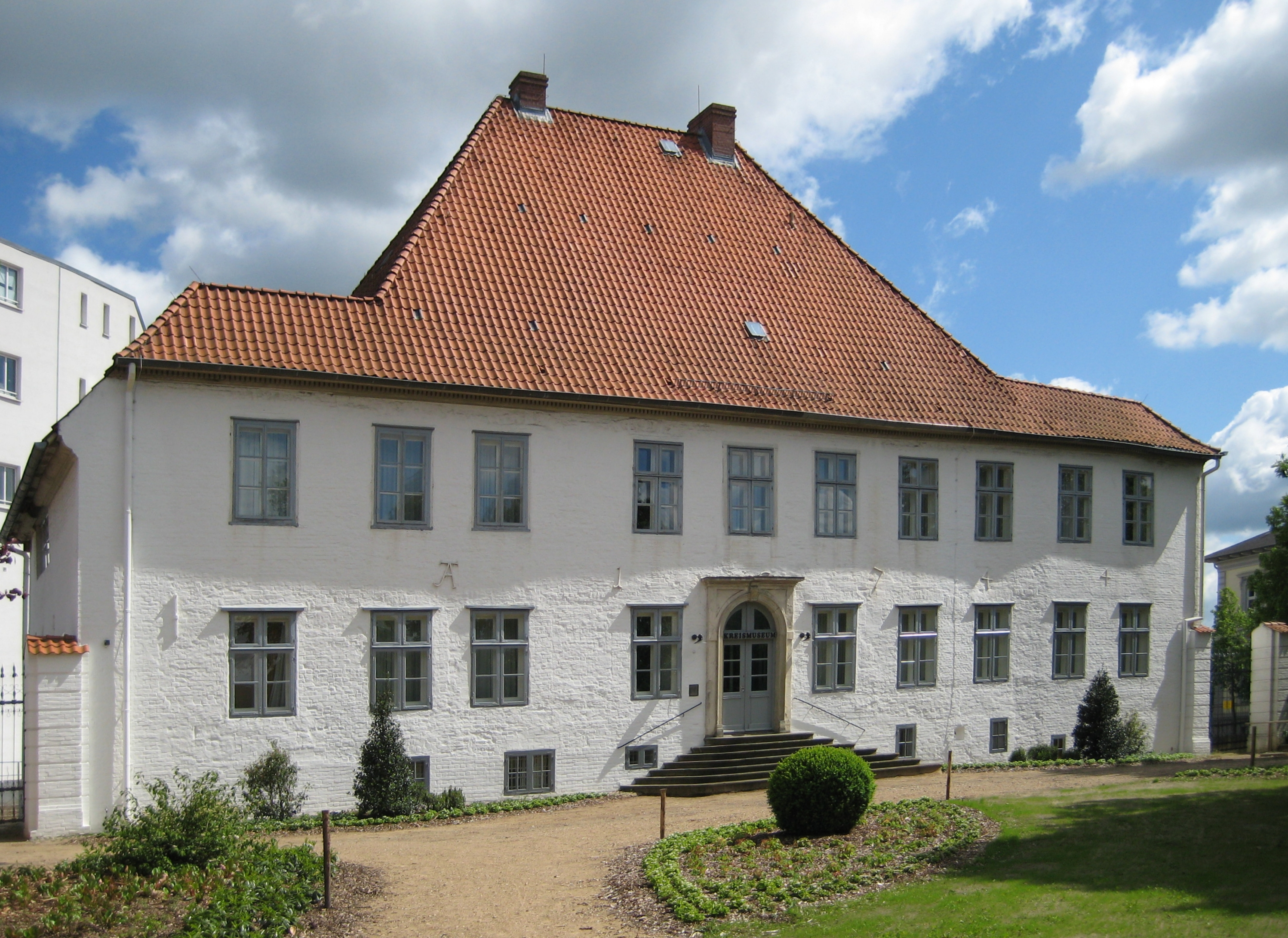
Prinzeßhof oder Thienenhof

### Barone von Thienen-Adlerflycht
Heute existiert nur noch die älteste Linie des Geschlechts (katholisch), welcher 1840 als von Thienen-Adlerflycht das dänische Baronat verliehen worden ist.
Die Namensverbindung entstand aufgrund der in 1833 erfolgten Vermählung des Konrad Christoph von Thienen mit Luise von Adlerflycht, der letzten eines alten aus Schweden stammenden Geschlechts, nach dem Tod ihres Vaters Justinian von Adlerflycht († 1831) und Onkels Carl Friedrich Christian von Adlerflycht († 1835).
Eben jener Konrad Christoph wanderte aus Schleswig-Holstein aus. Er erhielt durch königlich dänische Resolution vom 19. September 1840 die Anerkennung des Namens v. Thienen-Adlerflycht und durch königlich dänisches Patent vom 26. Januar 1841 die Standeserhöhung zum Freiherrn bzw. Baron.
Sein Sohn Karl (* 23. Januar 1835 in Frankfurt am Main; † 28. Januar 1900 in Nizza) war diplomatischer Vertreter einiger deutscher Fürsten- bzw. Herzogtümer in Wien, insbesondere über 30 Jahre als Minister-Resident des Herzogtums Braunschweig, eine Position, von der er sich nach dem Tode von Herzog Wilhelm (1806–1884) ins Privatleben zurückzog.
Die Barone von Thienen-Adlerflycht leben seitdem in Österreich und Tschechien.

## Wappen
Das Stammwappen ist gespalten. Es zeigt rechts drei schwarze Balken auf rotem Hintergrund und links drei schwarze Rauten wiederum auf rotem Grund. Auf dem Helm mit rot-schwarzen Decken stehen drei schwarz-rot-schwarze Straußenfedern, je belegt mit einer Raute verwechselter Farbe. Später wird die linke Hälfte vierfach von Rot und Schwarz geteilt dargestellt. Die schwarzen Teile erscheinen zwischen dem 17. und 19. Jahrhundert meist in Silber. Die 1840 in das dänische Baronat erhobene, blühende Linie führt wieder die alte Wappenform in Rot und Schwarz, mit Baronskrone und einem Falken und einem Bären als Schildhalter.

## Bedeutende Vertreter des Geschlechts
- Johannes von Thienen (1342–1397), Truchsess und Drost
- Beata von Thienen (* 1368), verheiratet mit Erik von Krummedike, Ururgroßmutter des schwedischen Königs, Gustav I. aus dem Hause Wasa
- Detlev von Thienen (* 1440), Erbauer der Burg Wahlstorf
- Otto von Thienen, gefallen bei Hemmingstedt 1500, auf Gut Wahlstorf
- Otto von Thienen (1514–1582), Amtmann zu Tondern auf Kühren und Elgaard
- Brigitta von Thienen, von 1570 bis 1576 Priorin des Klosters Preetz

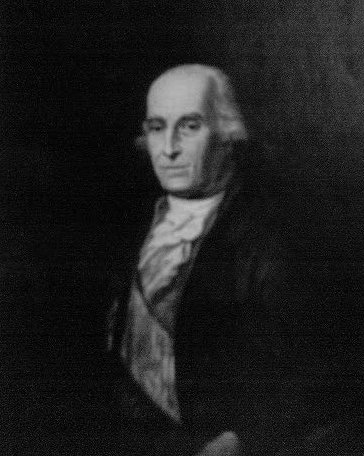
Wulf Heinrich von Thienen,
- 1721 königlicher Landrat, Geheimer Konferenzrat

- Kai von Thienen (* um 1675), braunschweigischer Drost und königlich dänischer Jägermeister
- Gosche von Thienen (* 1683), königlich dänischer Land- und Konferenzrat
- Hans von Thienen (1686–1742), Reichshofrat, kaiserlicher Kammerherr, ab 1733 Dechant des Domkapitels im Hochstift Lübeck
- Ludwig Karl von Thienen (* 1718), königlich dänischer Landrat
- Kai von Thienen (* 1723), eutinisch fürstbischöflicher Kammerjunker, Kanonikus im Hochstift Lübeck
- Wulf Heinrich von Thienen (1721–1809), königlicher Landrat und Geheimer Konferenzrat
- Wulf-Heinrich von Thienen (1736–1814), dänischer General und Hofchef (Obersthofmeister) am Augustenburgischen Hof
- Claus Christoph von Thienen (* 1754), königlich dänischer General und Kammerherr
- Konrad Christoph Baron von Thienen-Adlerflycht (1804–1884), Kammerherr, Legationssekretär
- Karl Baron von Thienen-Adlerflycht (* 1835), diplomatischer Vertreter des dänischen Königs und deutscher Fürstentümer in Wien.
- Konrad Christoph Baron von Thienen-Adlerflycht (1924–2010), Historiker
- Wolfgang Baron von Thienen-Adlerflycht (1951–2007), Priester, Guardian und Provinzvikar im Orden der Kapuziner

## Schlösser, Herrenhäuser und Güter

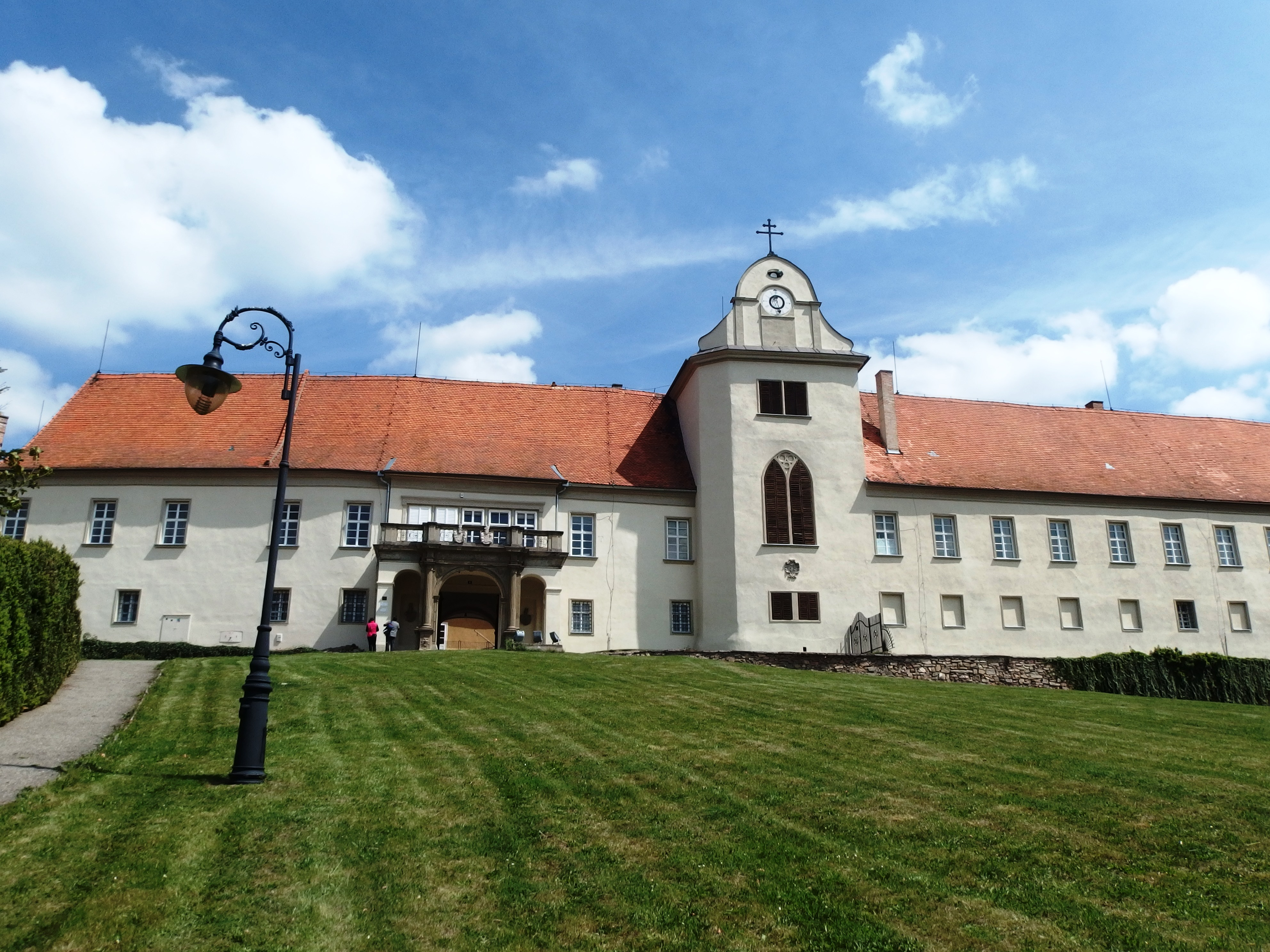
Schloss Lomnice

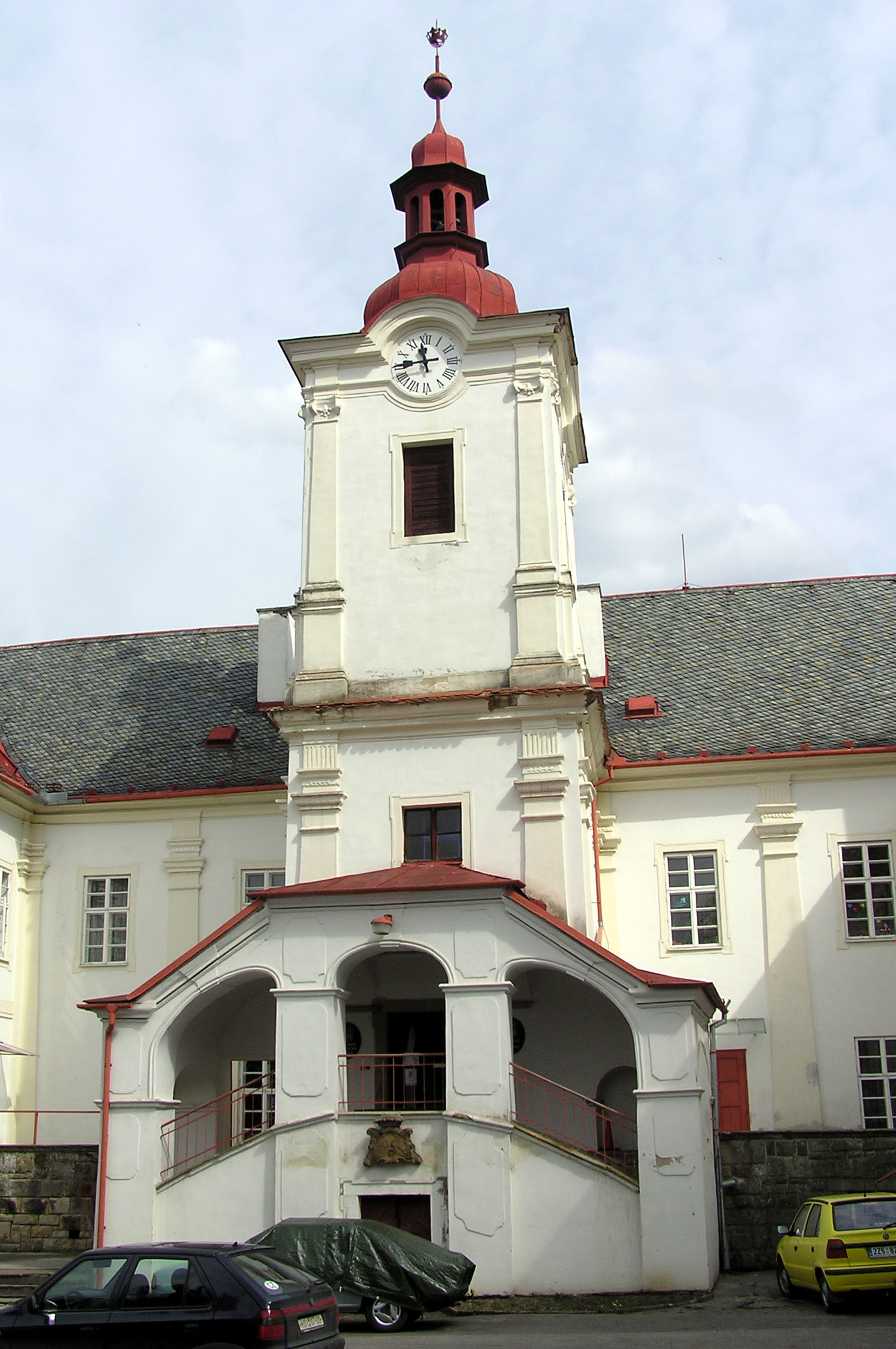
Schloss Luhačovice

### Schleswig-Holstein und Dänemark
Ahretost, Gut Augustenhof, Gut Bienebek, Gut Borghorst, Gut Bülk, Bundhorst, Cronsburg, Gut Eckhof, Ellgaard (Dollerup), Griesgaard, Goddersdorf, Gut Grünholz, Klein Grünholz, Großenbrode, Großnordsee, Gut Güldenstein, Harzhoff, Klausdorf (Schwentinental), Kühren, Löhrstorff, Maasleben, Herrenhaus Marienhof, Mehlbek, Mirebüll, Nehmten, Palais Thienen in Kiel, Petersdorf, Rathmannsdorf, Rethwisch, Schinkel, Gut Sierhagen, Thienenhof bzw. Prinzeßhof, Tollgaard, Tollschlag (Nieharde), Travenort, Gut Wahlstorf, Warleberg, Warleberger Hof, Gut Wensin, Wippendorf (Kappeler Harde), Gut Wittmoldt, Gut Wulfshagen (bei Tüttendorf), Wulfshagenerhütten und das Thienenhaus am Pretzer Kloster

### Österreich
Schloss Neuhaus bei Salzburg, Schloss Katzenberg in Oberösterreich

### Russland
Jurkino, Litkino, Sinzoro, Kislorka, Kriuscha, Marina

### Tschechien
Heute besitzt die Familie Schloss Lomnice in Brno-venkov sowie Schloss Luhačovice in Zlinsky Kraj.

## Grablegen
- Thienen-Kapelle im Lübecker Dom